# Kevin Rivera
Kevin Manuel Rivera Serrano (Cartago, 28 juni 1998) is een Costa Ricaans wielrenner.

## Carrière
In 2016 werd Rivera derde op het nationale kampioenschap tijdrijden voor junioren. Door Gianni Savio, algemeen manager van Androni Giocattoli-Sidermec, werd hij bij Michele Bartoli gebracht om een aantal tests te ondergaan. "Ik heb nog nooit een renner met zo'n grote longcapaciteit gezien," zei Bartoli na het afnemen van de tests. Savio legde Rivera vervolgens voor vier jaar vast, net zoals hij een jaar eerder met Egan Bernal had gedaan.
Zijn debuut voor Androni-Sidermec-Bottecchia maakte Rivera in de Ronde van Táchira, waar hij in de zevende etappe opgaf. In juni werd hij dertiende in het eindklassement van de Ronde van Bihor-Bellotto, met een achterstand van tweeënhalve minuut op zijn winnende ploeggenoot Rodolfo Torres. Zijn eerste overwinning behaalde hij in september, toen hij de eerste etappe van de Ronde van China II op zijn naam schreef. De leiderstrui die hij daaraan overhield wist hij in de overige vier etappes met succes te verdedigen, waardoor hij Marco Benfatto opvolgde op de erelijst. In zijn tweede seizoen bij de Italiaanse ploeg wist hij in zijn eerste wedstrijd direct te winnen: in de zevende etappe van de Ronde van Táchira kwam hij met een voorsprong van 45 seconden op Manuel Medina solo als eerste over de streep. Zijn volgende zege liet anderhalf jaar op zich wachten: in de Sibiu Cycling Tour kwam hij in de tweede etappe als eerste boven bij het Bâleameer, vijf seconden voor zijn ploeggenoot Daniel Muñoz. Door zijn zege nam hij de leiderstrui over van de Zwitser Justin Paroz, om deze vervolgens niet meer af te staan en zo Iván Sosa op te volgen op de erelijst. Na onder meer etappewinst en winst van het bergklassement in de Ronde van China II en een negende plaats in Milaan-Turijn sloot Rivera zijn seizoen af in de Ronde van Lombardije, die hij niet uitreed.

## Overwinningen
2017
1e etappe Ronde van China II
Eind- en bergklassement Ronde van China II
2018
7e etappe Ronde van Táchira
2019
Jongerenklassement Ronde van Chiloé
Jongerenklassement Ronde van Bihor
2e etappe Sibiu Cycling Tour
Eind- en jongerenklassement Sibiu Cycling Tour
3e etappe Ronde van China II
Bergklassement Ronde van China II
2020
6e en 7e etappe Ronde van Táchira
Berg- en jongerenklassement Ronde van Táchira
4e etappe Ronde van Langkawi
2023
5e etappe Vuelta Ciclista Internacional a Costa Rica

## Resultaten in voornaamste wedstrijden
| Jaar | Ronde van Lombardije |  | WK op de weg |
| ---- | -------------------- |  | ------------ |
| 2019 | opgave               |  |              |
| 2020 |                      |  | opgave       |

## Ploegen
2017 –  Androni-Sidermec-Bottecchia
2018 –  Androni Giocattoli-Sidermec
2019 –  Androni Giocattoli-Sidermec
2020 –  Androni Giocattoli-Sidermec
2021 –  Bardiani-CSF-Faizanè
2022 –  Gazprom-RusVelo (tot 1/3)
Ballerini · Benfatto · Bernal · Bonusi · Cattaneo · D'Urbano · Mar. Frapporti · Mat. Frapporti · Gavazzi · Malucelli · Masnada · Pacioni · Palini · Rivera · Sosa · Spreafico · Taliani · Torres · Vendrame
Ballerini · Belletti · Benfatto · Bisolti · Bonusi · Cattaneo · Chirico · Mar. Frapporti · Mat. Frapporti · Gavazzi · Malucelli · Masnada · Rivera · Sosa · Spreafico · Torres · Vendrame · Lizde (stagiair) · Viel (stagiair)
Belletti · Benfatto · Bisolti · Busato · Cardona · Cattaneo · Fedrigo · Flórez · Mar. Frapporti · Mat. Frapporti · Gavazzi · Masnada · Montaguti · Muñoz · Pelucchi · Rivera · Rumac · Spreafico · Vendrame · Viel · Bais (stagiair) · Ravanelli (stagiair) · Venchiarutti (stagiair)
Canola · Carboni · Conci · Díaz · Fedeli · Kotsjetkov · Michael Kukrle · Lunder · Malucelli · Nekrasov · Nych · Piccolo · Rikoenov · Rivera · Rovny · Scaroni · Strachov · Tsjerkasov · Tsjernetski · Vacek · Zakarin